# Dolosella
Dolosella es un género de foraminífero bentónico de la subfamilia Fischerininae, de la familia Fischerinidae, de la superfamilia Cornuspiroidea, del suborden Miliolina y del orden Miliolida. Su especie tipo es Dolosella multifida. Su rango cronoestratigráfico abarca desde el Bajociense superior (Jurásico medio) hasta el Kimmeridgiense inferior (Jurásico superior).

## Discusión
Clasificaciones más recientes incluyen Dolosella en la superfamilia Nubecularioidea.

## Clasificación
Dolosella incluye a las siguientes especies:
- Dolosella dorsetensis †
- Dolosella multifida †